# Acianthera markii
Acianthera markii är en orkidéart som beskrevs av Fredy Archila. Acianthera markii ingår i släktet Acianthera och familjen orkidéer. Inga underarter finns listade i Catalogue of Life.